# Teus, meus i nostres (pel·lícula de 1968)
Teus, meus i nostres (títol original: Yours, Mine and Ours) és una pel·lícula de comèdia dramàtica familiar estatunidenca de 1968 dirigida per Melville Shavelson i protagonitzada per Lucille Ball, Henry Fonda i Van Johnson. Es va estrenar als Estats Units el 24 d'abril de 1968 per United Artists. Va rebre crítiques diverses de la crítica i va tenir èxit comercial. Està doblada al català.
El 2005 es va estrenar un remake.

## Argument
Un vidu amb deu fills s'enamora d'una vídua amb vuit, i han de decidir com formar una família enorme i poc convencional.

## Repartiment
- Henry Fonda com Frank Beardsley
- Lucille Ball com Helen North-Beardsley
- Van Johnson com Darrell Harrison
- Walter Brooke com Howard Beardsley
- Sidney Miller com Dr. Ashford
- Louise Troy com Madeleine Love
- Tom Bosley com doctor
- Ben Murphy com Larry
- Jennifer Gan com senyora jove a la cafeteria
- Larry Hankin com empleat de supermercat

## Producció
Henry Fonda i Lucille Ball es tornen per oferir una narració de veu en off al llarg de tota la pel·lícula, i en almenys una escena, Van Johnson parla directament amb la càmera, igual que Fonda.
Que Lucille Ball interpretaria a Helen Beardsley mai va estar en dubte. Però una llarga línia d'actors distingits es va considerar, en un moment o altre, per al paper de Frank Beardsley. Inclouen Desi Arnaz, James Stewart, Fred MacMurray, Jackie Gleason, Art Carney i John Wayne. Henry Fonda finalment va acceptar, i de fet ho va demanar, el paper en una conversa telefònica amb Robert F. Blumofe el 1967. Ball, que havia treballat amb Fonda abans en l'estrena de 1942 El carrer gran, va acceptar fàcilment el càsting.
El rodatge es va fer principalment a Alameda i San Francisco i la graduació de l'escola secundària de Mike es va rodar a la Grant High School, al sud de Califòrnia (la casa de Frank Beardsley, a la qual finalment es va traslladar la família mixta, era a Carmel ). El pressupost total s'estima en 2,5 milions de dòlars (equivalent a 21 dòlars milions del 2022), incloent 1.700.000 dòlars per al rodatge i postproducció reals.

## Recepció
Roger Ebert va donar a la pel·lícula 3,5 sobre 4 estrelles i va elogiar les actuacions de Ball i Fonda.
Va ser un èxit comercial massiu, guanyant prop de 26 milions de dòlars (182 milions ajustats per la inflació) a taquilla (amb un pressupost ajustat de 2,5 milions de dòlars) i guanyant més d'11 milions de dòlars en lloguers.
Frank Beardsley va comentar que la seva família va gaudir de la pel·lícula com a entreteniment general, i va reconèixer que potser els guionistes consideraven que el seu guió era "una història millor" que la veritat.